# Lothar Scharsich

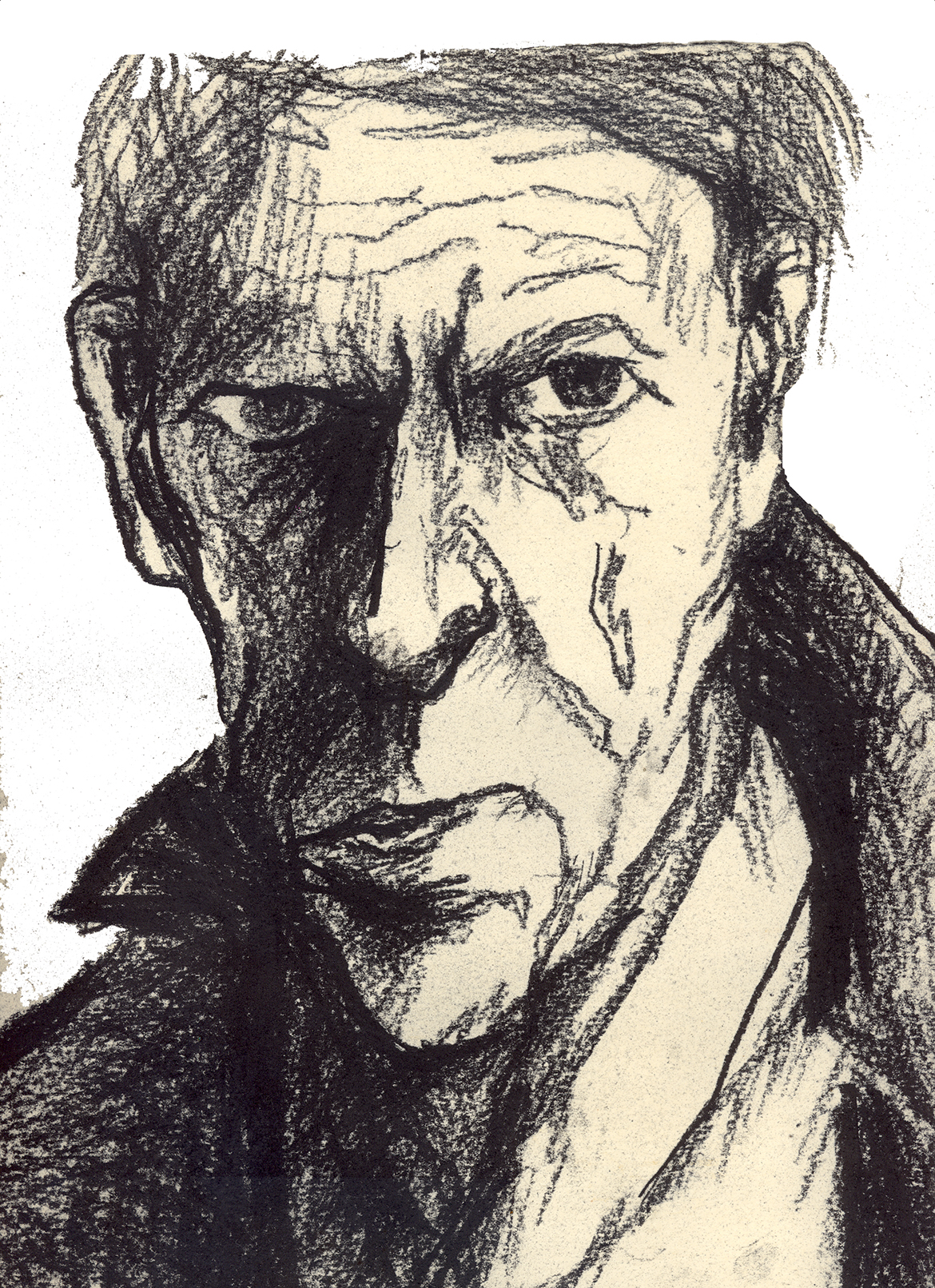
Selbstporträt, Kohlezeichnung

Lothar Scharsich (* 1939 in Berlin) ist ein deutscher Bühnen- und Kostümbildner, dessen Theaterarbeit und OpenAir-Ausstattungen häufig mit Environments verknüpft sind. Als Maler, Grafiker und Bildhauer arbeitet er in Berlin und Märkisch-Oderland.

## Leben und Wirken
Lothar Scharsich wuchs mit fünf Geschwistern in Berlin auf. Nach abgeschlossener Ausbildung zum Baufacharbeiter arbeitete er ab 1955 als Maurer, in der Staatlichen Bauaufsicht, während zeitweiliger Anstellungen als Heizer, Modell und Kohlenträger, ab 1963 als freier Maler, Grafiker und Bildhauer. Mit Kandidatur (1965) und Aufnahme in die Sektion Malerei des Verbandes Bildender Künstler der DDR (1968) begannen Beteiligungen an Kunstausstellungen.
1967 wurde er Ausstattungsleiter und Bühnenbildner am Staatlichen Dorftheater Prenzlau. Die damalige Intendantin am Berliner Ensemble, Helene Weigel, engagierte ihn 1968 als Bühnenbildassistenten von Karl von Appen. In dieser Zusammenarbeit entstand 1971 zu Georg Büchners Woyzeck seine erste Ausstattung am Berliner Ensemble. Während der Assistentenzeit schuf Lothar Scharsich Bühnenbilder und Ausstattungen für das Deutsche Theater, die Komische Oper, das Metropol-Theater und die Volksbühne in Berlin/Ost, für Theater in Brandenburg, Dresden, Neustrelitz, Schwerin und für das Nationaltheater Budapest. 1973 erhielt er das Diplom der Kunsthochschule Berlin-Weißensee für das Fachgebiet Bühne.

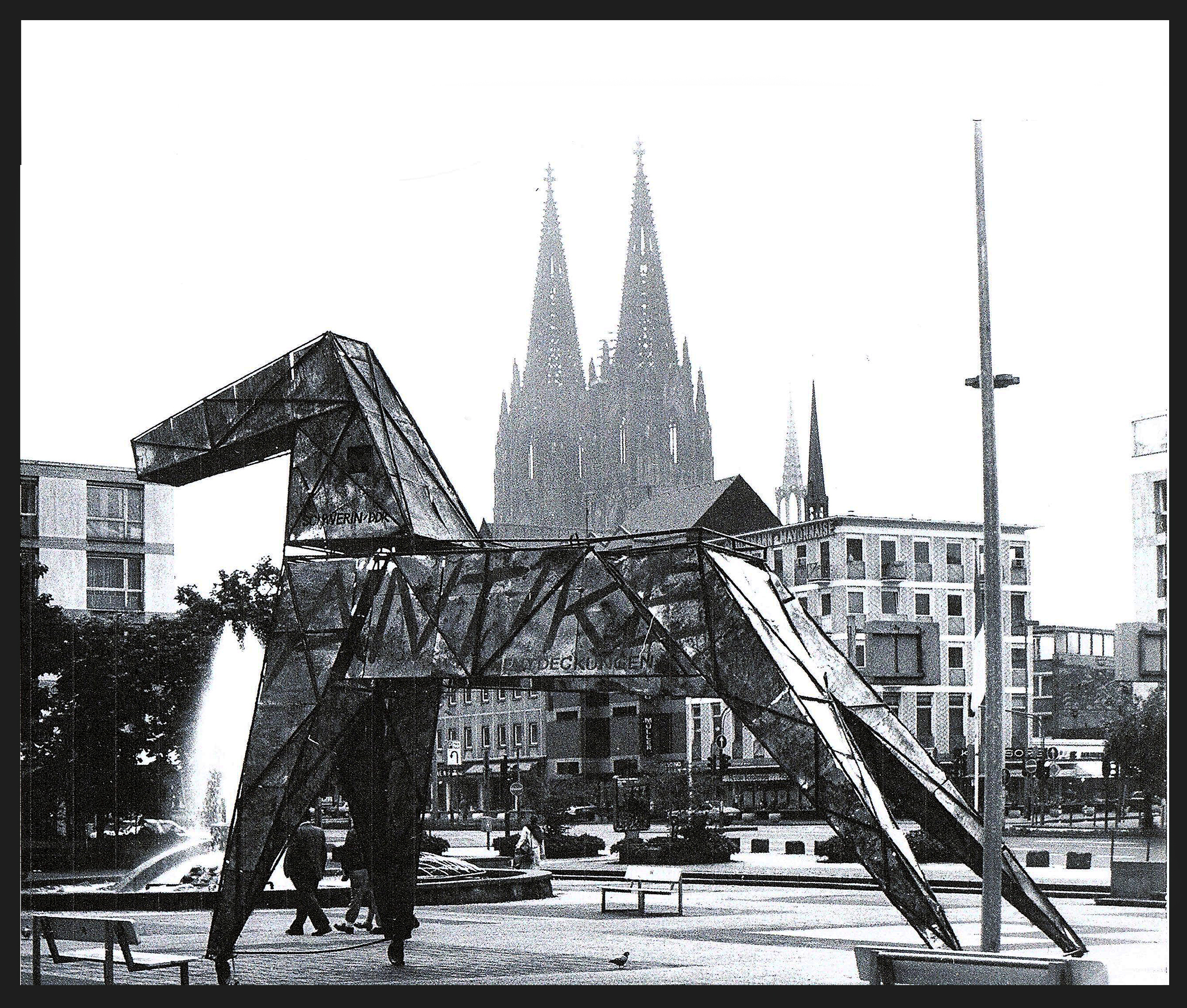
Trojanisches Pferd am Offenbachplatz in Köln. Installation im Rahmen des Theaterprojekts Antike Entdeckungen

Am Mecklenburgischen Staatstheater Schwerin entstanden 1985 mit dem Regisseur Christoph Schroth die „Antike Entdeckungen“. Sie bündelten verschiedene Inszenierungen und szenischen Formate an einem Abend mit Spektakel- und Fest-Charakter. Zur Gesamtausstattung entwickelte Lothar Scharsich irdene Billets, metallene Masken, Installationen für das Foyer und er konzipierte ein großes „Trojanisches Pferd“ nebst Feuerpylonen vor schwarz beflaggtem Theater. Die Installationen reisten anlässlich von Gastspielen der „Antike Entdeckungen“ mit verschiedenen Varianten des Trojanischen Pferdes nach Köln, Essen, Wien, Delphi, Athen und Nancy.
Scharsich ging über die gängigen Arbeitsprinzipien der Szenografie hinaus: er baute nicht mehr nur reine Bühnenbildmodelle, sondern suchte das Experiment – etwa in der Spannung zwischen Kunstfiguren und Natur.
Seine Arbeitsweise beschrieb er folgendermaßen: „Wenn ich Stücke lese, Ideen für ihre Realisierung sammle und an ihrer Produktion mitarbeite, so tue ich das nie als Bühnenbildner oder Ausstatter. In jedem Moment der Arbeit geht es für mich allein um die Frage: Welche Geschichte kann erzählt werden? Wie kann auf der Bühne Theater stattfinden, das uns und die Zuschauer etwas angeht?“ Eine gleichberechtigte Arbeitsweise, die die sonst übliche Hierarchie und Arbeitsteilung zugunsten einer kollektiven Autorschaft an der Inszenierung aufgibt, fand Scharsich besonders in der Zusammenarbeit mit Christoph Schroth. Dagmar Fischborn beschrieb die Mit-Autorschaft des Bühnenbildners an der Bühnenadaption von Brigitte Reimanns Roman Franziska Linkerhand folgendermaßen: „Regisseur, Bühnenbilder und Komponist wurden zu Mitautoren. Der Bühnenbildner machte mit seinen Entwürfen zugleich Regievorschläge. (...) Die Sphären theatralischer Tätigkeit überlagerten sich zu einem Prozess, dessen Ergebnis die Inszenierung in ihrer Gesamtheit war.“
Für Scharsichs Bühnenbilder ist charakteristisch, dass er nicht nur einen Raum oder ein Ambiente für die Handlung baut, sondern phantasievolle „szenische Metaphern“ schafft, die die Stückvorgänge bildhaft übersetzen und dem Bühnenvorgang eine eigene Interpretation hinzufügen. Immer wieder versuchte er, die klassische Guckkastenbühne zu sprengen und ungewöhnliche Orte zu finden. Für die Schweriner „Entdeckungen“ – eine von Christoph Schroth initiierte Theaterform mit mehreren Inszenierungen an einem Abend – bezog Scharsich das territoriale Umfeld ein und bespielte auch den öffentlichen Raum. Ursprünglich war mit den „Entdeckungen 5“ eine Wanderung durch die Stadt mit Inszenierungen in verschiedenen Kirchen geplant. Scharsich hatte dafür, wie sich Christoph Schroth erinnert, „sehr interessante Entwürfe gemacht.“ Die SED-Bezirksleitung willigte in dieses Vorhaben jedoch nicht ein.
Christoph Schroth schrieb über die Zusammenarbeit mit Lothar Scharsich:

„Es muss Lothar immer um eine Sache gehen, um eine Auseinandersetzung mit einem Stück Welt, um Reibung an Wirklichem und Ästhetischem. (...) Scharsich versucht, die Schauspieler mit seinen Räumen zu extremen emotionalen Auffassungen zu provozieren. Sein Ziel – Tiefe und Wahrhaftigkeit des theatralischen Ausdrucks. (...) Nicht nur die Bühne – das ganze Theater muss auf den Zuschauer im Sinne der Inszenierung einwirken. (...) Was er macht, hat etwas Großzügiges, nichts Kleinkariertes. Er denkt dramaturgisch, inszeniert quasi mit, baut nicht einfach Bühnenbilder, will die Geschichte des Stückes mit dem Raum erzählen.“

Lothar Scharsich gehörte zu den Initiatoren für Vorbereitung und Durchführung der Protestdemonstration am 4. November 1989 auf dem Berliner Alexanderplatz und er zeichnete verantwortlich für Sammlung und Dokumentierung der Plakate und Transparente vom 4. November 1989. Es folgten 1990 Konzept und Realisierung der Installation „40 Jahre DDR“/ „4.11.89“ im Museum für Deutsche Geschichte Berlin/Ost unter Einbeziehung von Foyer und Schlüterhof sowie deren Präsentation für das Haus der Geschichte der Bundesrepublik Deutschland in Bonn.

## Arbeiten (Auswahl)
- Bühne und Kostüme (zusammen mit Gero Troike) zu Heiner Müller: Die Schlacht. Volksbühne Berlin, Regie: Manfred Karge / Matthias Langhoff. Premiere: 30. Oktober 1975
- Bühne und Kostüme zu Bertolt Brecht: Mann ist Mann. Staatstheater Dresden, Regie: Hans-Georg Simmgen. Premiere: 1. Januar 1978
- Bühne und Kostüme zu Brigitte Reimann / Bärbel Jaksch / Heiner Maaß: Franziska Linkerhand. Mecklenburgisches Staatstheater Schwerin, Regie: Christoph Schroth. Premiere: 21. April 1978, Uraufführung
- Bühne zu Friedrich Schiller: Wallenstein. Deutsches Theater Berlin, Regie: Friedo Solter. Premiere: 30. September 1979
- Bühne zu William Shakespeare: Ein Wintermärchen. Mecklenburgisches Staatstheater Schwerin, Regie: Christoph Schroth. Premiere: 21. März 1987
- Bühne zu Friedrich Schiller / Volker Braun: Demetrius/Dmitri. Mecklenburgisches Staatstheater Schwerin, Regie: Christoph Schroth. Premiere: 27. April 1984, Erstaufführung
- Bühne und Kostüme zu Friedrich Schiller: Wilhelm Tell. Mecklenburgisches Staatstheater Schwerin, Regie: Christoph Schroth. Premiere: 13. September 1989, Fernsehaufzeichnung (Erstausstrahlung: 25. März 1990)
- Bühne und Kostüme zu Heinrich von Kleist: Die Familie Schroffenstein. Berliner Ensemble, Regie: Christoph Schroth. Premiere: 8. September 1991
- Bühne und Kostüme zu Erwin Strittmatter: Ole Bienkopp. Staatstheater Cottbus, Regie: Christoph Schroth. Premiere: 22. Juni 1996
- Bühne und Kostüme zu Johann Nepomuk Nestroy: Der böse Geist Lumpazivagabundus oder Das liederliche Kleeblatt. Städtische Theater Chemnitz, Regie: Katja Paryla. Premiere: 22. Oktober 2005

## Auszeichnungen
- 1988 Kunstpreis der DDR

## Veröffentlichungen (Auswahl)
- Illustrationen zu Rainer Kirsch: Der Soldat und das Feuerzeug. Eulenspiegel Verlag Berlin, 1978
- Hrsg. (zusammen mit Annegret Hahn, Gisela Pucher und Henning Schaller): 4.11.1989 Protestdemonstration Berlin DDR. Henschelverlag Kunst und Gesellschaft, Berlin 1990. ISBN 3-362-00473-3